# Liste der Monuments historiques in Bourg (Gironde)
Die Liste der Monuments historiques in Bourg (Gironde) führt die Monuments historiques in der französischen Gemeinde Bourg auf.

## Liste der Bauwerke
| Bezeichnung                        | Beschreibung | Standort | Kennzeichnung | Schutzstatus | Datum | Bild           |
| ---------------------------------- | ------------ | -------- | ------------- | ------------ | ----- | -------------- |
| Kirche St-Saturnin de la Libarde   |              | (Lage)   | PA00083482    | Classé       | 1965  | weitere Bilder |
| Hôtel de Ville                     |              | (Lage)   | PA00083483    | Inscrit      | 1973  | weitere Bilder |
| Haus an der Place de la Libération |              | (Lage)   | PA00083484    | Inscrit      | 1973  | weitere Bilder |
| Porte de Blaye                     |              | (Lage)   | PA00083485    | Inscrit      | 1925  | weitere Bilder |
| Porte du Port                      |              | (Lage)   | PA00083486    | Inscrit      | 1925  | weitere Bilder |
| Gallo-römische Ruinen              |              | (Lage)   | PA00083487    | Inscrit      | 1934  |                |

## Liste der Objekte
| Bezeichnung      | Beschreibung            | Standort                 | Kennzeichnung | Schutzstatus | Datum | Bild |
| ---------------- | ----------------------- | ------------------------ | ------------- | ------------ | ----- | ---- |
| Zwei Antependien | Stoff, 1650             | im Hôtel de ville (Lage) | PM33000405    | Classé       | 1921  |      |
| Antiphonale      | 1788                    | im Hôtel de ville (Lage) | PM33000406    | Classé       | 1927  |      |
| Büste Napoleons  | Marmor, 19. Jahrhundert | im Hôtel de ville (Lage) | PM33000407    | Classé       | 1927  |      |